# (1220) Crocus
(1220) Crocus – planetoida z grupy pasa głównego asteroid okrążająca Słońce w ciągu 5 lat i 76 dni w średniej odległości 3,0 au. Została odkryta 11 lutego 1932 roku w Landessternwarte Heidelberg-Königstuhl w Heidelbergu przez Karla Reinmutha. Nazwa planetoidy pochodzi od rośliny z rodziny kosaćcowatych, o popularnej nazwie krokus. Przed nadaniem nazwy planetoida nosiła oznaczenie tymczasowe (1220) 1932 CU.
Wykonane jeszcze w XX wieku obserwacje planetoidy (1220) Crocus wskazują na występowanie precesji osi rotacji tej planetoidy. Taki efekt mógłby być wywołany na przykład przez krążący wokół planetoidy księżyc, być może jest to nawet planetoida podwójna, jednak nie zostało to jeszcze potwierdzone.